# Oberholzheim

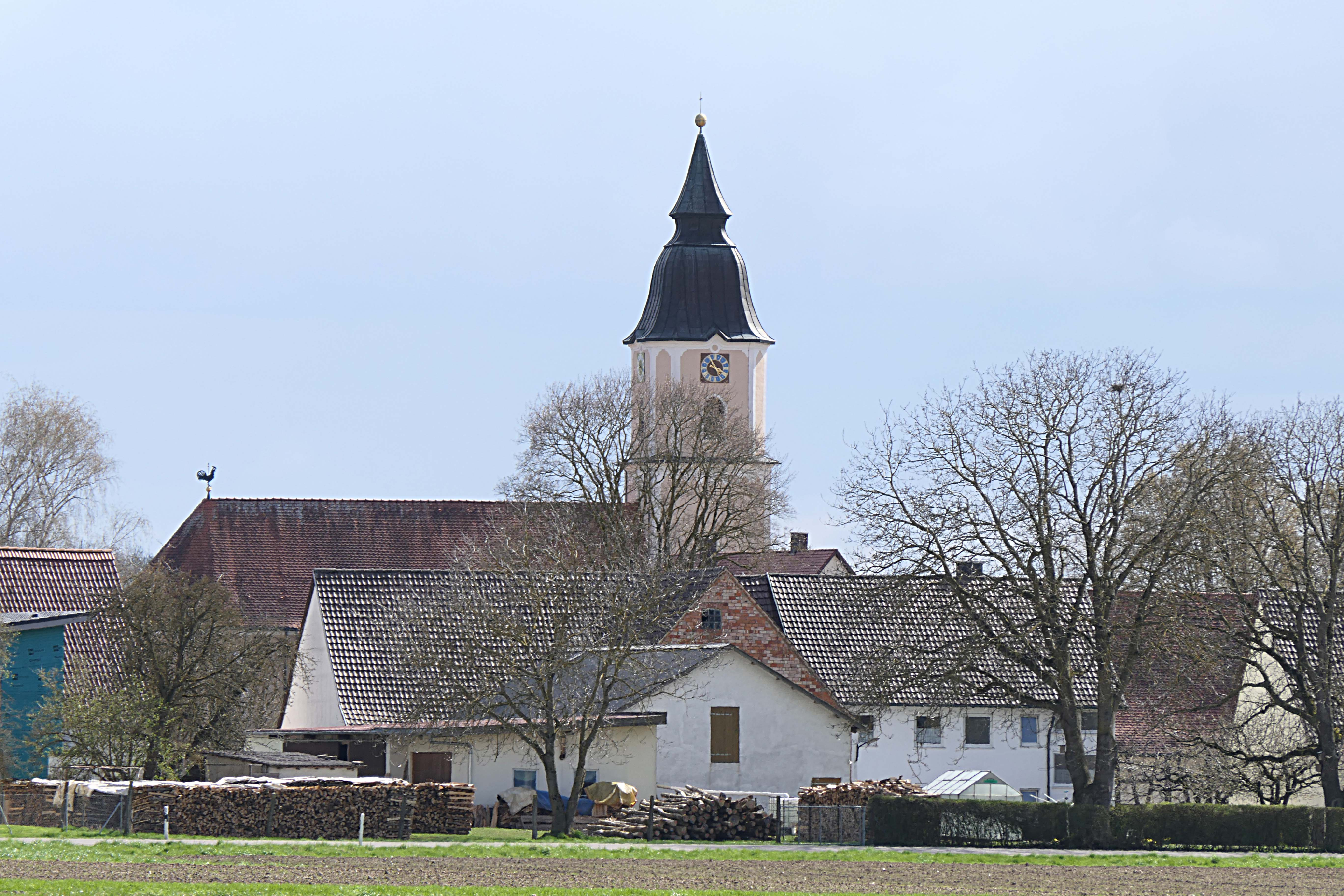
Oberholzheim von Norden

Oberholzheim ist ein Ortsteil der Gemeinde Achstetten im Landkreis Biberach in Baden-Württemberg. Das Straßendorf liegt auf der Hochfläche zwischen dem Rot- und Schmiechental, circa einen Kilometer östlich von Achstetten.

## Geschichte
Die Ortsherrschaft war im Mittelalter zwischen dem Kloster Gutenzell und Ulmer Bürgern geteilt. Letztere veräußerten 1439 ihre Rechte an das Biberacher Spital, das hier auch noch später weiteren Besitz erwarb. 
Der Anteil des Spitals ging 1803 an Baden und 1806 an Württemberg. Die Rechte des Klosters kamen in Folge der Säkularisation 1803 an die Grafen von Törring und 1806 unter württembergische Landeshoheit. Oberholzheim wurde zunächst dem Oberamt Biberach und 1810 dem Oberamt Wiblingen unterstellt. 
Bei der Gemeindereform in Baden-Württemberg wurde die ehemals selbständige Gemeinde Oberholzheim zum 1. März 1972 in die Gemeinde Achstetten eingemeindet.

## Wappen
Wappenbeschreibung: „In Blau schräggekreuzt ein goldenes Schwert und ein goldener Schlüssel, darüber eine goldene Pflugschar.“
Wappendeutung: „Schlüssel und Schwert sind die Attribute der Kirchenpatrone Petrus und Paulus. Die Pflugschar soll auf den landwirtschaftlichen Charakter der Gemeinde hinweisen. Die Wappenfarben sind die der Stadt Biberach und erinnern damit an die einstige enge historische Verbindung mit dieser Reichsstadt.“ (Text bei der Gemeinde Achstetten)

## Sehenswürdigkeiten

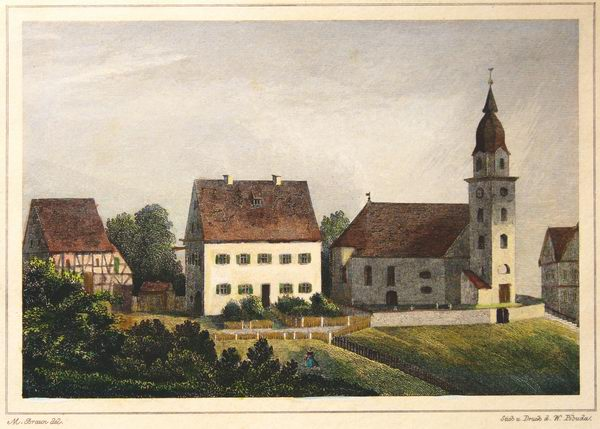
Kirche und Pfarrhaus in Oberholzheim aus dem Jahr 1842 (Stahlstich von Wenzel Pobuda (1797–1847) nach einer Zeichnung von M. Braun)

- Evangelische Kirche Peter und Paul mit einem Deckengemälde von Hans Gottfried von Stockhausen (1953/54)[2]
- Zehntscheuer

## Persönlichkeiten
- Christoph Martin Wieland (1733–1813), der Dichter, wurde im Pfarrhaus von Oberholzheim geboren. In seinem Geburtshaus ist ein kleines Gedenkzimmer eingerichtet.